# Zellhof (Schöngeising)
Zellhof ist ein Gemeindeteil von Schöngeising im oberbayerischen Landkreis Fürstenfeldbruck.

## Lage
Der Weiler liegt nordöstlich von Schöngeising am Rande des Naturschutzgebietes.
Er besteht aus der namengebenden denkmalgeschützten alten Hofanlage Zellhof (ehemals Remontegut), der Kapelle St. Vitus und zwei weiteren Wohngebäuden an der Zellhofstraße. 
Siehe auch: Liste der Baudenkmäler in Zellhof